# Bruno Camolese

Una formazione della Lazio 1938-39; Bruno Camolese è in piedi, ultimo a destra.

Bruno Camolese (Perarolo di Cadore, 27 dicembre 1914 – Bassano del Grappa, ottobre 2010) è stato un calciatore italiano, di ruolo centrocampista o attaccante.